# Малотаранівка
Малотара́нівка — селище Краматорської міської громади Краматорського району Донецької області України. Розташоване на річці Казенний Торець за 92 км від Донецька. Відстань до райцентру становить близько 16 км і проходить переважно автошляхом Н20.

## Походження назви
Від засновника села — поміщика Таранова. Степан Таранов заснував у нинішніх межах міста Краматорськ кілька хуторів та значно вплинув на становлення місцевості як населеного пункту. Своє прізвище Таранов отримав від батька, який займався таранью. Враховуючи відсутність прізвища, можна припустити, що походить рід із запорозьких козаків. Сам Степан починав службу козачим хорунжим. 
Неофіційні назви селища — Комишевашка, Одностеблівка. Неподалік від Малотаранівки річка Комишевашка впадає в річку Казенний Торець. Також воно прямо вказувало на місце розташування хутора, на його близькість до гирла однойменної річки, яка протікала поруч і впадала в Казенний Торець.

## Історія
Перша письмова згадка про Малотаранівку датується кінцем 1850-х — початком 1860-х років і знаходиться в описі генерального і спеціального межування Ізюмського повіту Харківської губернії.
4 жовтня 1933 — у зв'язку зі втратою сільськогосподарського статусу та перетворенням на передмістя Краматорської постановою Всеукраїнського центрвиконкому село перетворено на селище.
Зайнята німецькими військами 24 жовтня 1941 року. Звільнена радянською армією у вересні 1943 року.
У 1951 відкрито зупинний пункт Малотаранівка.

## Населення

### Мова
Розподіл населення за рідною мовою за даними перепису 2001 року:
| Мова            | Кількість | Відсоток |
| --------------- | --------- | -------- |
| українська      | 2677      | 68.76%   |
| російська       | 1174      | 30.16%   |
| вірменська      | 28        | 0.72%    |
| білоруська      | 7         | 0.18%    |
| румунська       | 2         | 0.05%    |
| інші/не вказали | 5         | 0.13%    |
| Усього          | 3893      | 100%     |

За даними перепису 2001 року населення селища становило 3893 особи, із них 68,76 % зазначили рідною мову українську, 30,16 % — російську, 0,72 % — вірменську, 0,18 % — білоруську, 0,05 % — молдовську.

## Економіка
Філія агрофірми «Шахтар».

## Відомі особи
- Доценко Юрій Тимофійович (1954) — український поет, член Національної спілки письменників України з 1991.